# Schizopolis
Schizopolis is een Amerikaanse surrealistische experimentele komische film uit 1996 onder regie van Steven Soderbergh. 

## Verhaal
De film volgt Fletcher Munson, de lethargische medewerker van een pseudo-religieus zelfhulpbedrijf, en zijn dubbelganger, de vriendelijke maar saaie tandarts Dr. Jeffrey Korchek.

## Rolverdeling
| Acteur            | Personage                             |
| ----------------- | ------------------------------------- |
| Steven Soderbergh | Fletcher Munson / Dr. Jeffrey Korchek |
| Betsy Brantley    | Mrs. Munson / aantrekkelijke vrouw #2 |
| David Jensen      | Elmo Oxygen                           |
| Mike Malone       | T. Azimuth Schwitters                 |
| Eddie Jemison     |                                       |
| Katherine LaNasa  | aantrekkelijke vrouw #1               |

## Release en ontvangst
Schizopolis ging op 18 mei 1996 in première op het Filmfestival van Cannes als verrassingsfilm. Schizopolis werd slechts beperkt in de bioscopen uitgebracht, omdat de film te vreemd werd geacht voor het grote publiek. De film kreeg middelmatige kritieken van de filmcritici, met een score van 65% op Rotten Tomatoes, gebaseerd op 20 beoordelingen.